# Tulayha
Tulayha ibn Khuwaylid ibn Nawfal al-Asadi (Árabe: طليحة بن خويلد بن نوفل الأسدي) era un jefe de clan prominente en tiempos de Mahoma; pertenecía a la tribu Banu Asad ibn Khuzaymah (en árabe: طليحة بن خويلد بن نوفل الأسدي‎). Era conocido como un jeque rico. En 625 fue derrotado en la Expedición de Qatan, una expedición musulmana contra él. También participó en la Batalla de la Trinchera en 627 contra Mahoma.

## Historia
Se rebeló contra Mahoma en 631 cuando reclamó ser profeta y receptor de revelaciones divinas. Así, Tulayha se convertía en la tercera persona entre los árabes en reclamar la profecía como rival de Mahoma. Muchas tribus le reconocieron como profeta, haciéndose lo suficientemente fuerte y poderoso como para dirigir una numerosa confederación de tribus contra los musulmanes.
En julio de 632, Abu Bakr levantó un ejército principalmente de Banu Hashim (el clan de Mahoma). Ali bin Abi Talib, Talha ibn Ubaidullah y Zubair ibn al-Awam, fueron nombrados cada uno comandante de un tercio de las fuerzas islámicas. Lucharon en la Batalla de Zhu Qissa contra las fuerzas de Tulayha, el autoproclamado profeta y sus seguidores cuando se preparaban para lanzar un ataque contra Medina al inicio de las guerras Ridda. Los comandantes Rashidun resistieron hasta que fueron reforzados por más tropas enviadas por Abu Bakr. Tulayha fue vencido y sus fuerzas regresaron a Zhu Hussa.
Después, Khalid ibn al-Walid fue enviado para aplastar definitivamente a la confederación enemiga. Los ejércitos de Khalid y Tulayha se enfrentaron en un lugar llamado Buzaka en 632. El ejército de Tulayha fue derrotado en la Batalla de Buzakha. Tras ella, las tribus rebeldes se rindieron y aceptaron el Islam. Sin embargo, Tulayha huyó y buscó refugio en Siria. Pero cuando Siria fue conquistada por los musulmanes, Tulayha aceptó el islam.
En 634, homenajeó personalmente a Umar cuando asumió el cargo de Califa. Más tarde, Tulayha participó con entusiasmo en la campaña contra el imperio sasánida en la Batalla de Jalula, la Batalla de al-Qadisiyya, y la Batalla de Nahavand.

## Batalla de al-Qādisiyyah
La crónica de Tabari explica que en el contingente de Bani Assad, el clan de Tulayha jugó una importante función en el Yaum-ul-Armatsh (يوم أرماث) o "El Día del Desorden".
En un momento dado, se apresuró solo en la oscuridad de la noche hasta el campamento enemigo y volvió con un prisionero de guerra, Tabari particularmente detalla en una cadena de narraciones las circunstancias en que Tulayha se infiltró en el campamento sasánida bajo el amparo de la oscuridad, causando grandes estragos, asesinando a dos soldados, tomando dos caballos y llevando cautivo a Sa'd ibn abi Waqqas [Notas 1].
Muhammad Hussein Haykal en su autobiografía Hadhrat Umar también narra las mismas circunstancias y escribió las consecuencias de la redada como sigue: "Sa'd preguntó al cautivo sasánida sobre qué había pasado, él contestó: 

"Desde que era niño, me han contado historias sobre héroes, pero nunca imaginé esto; este hombre ha viajado aproximadamente dos farshakh [doce kilómetros] hasta un campamento que cuenta con 70.000 soldados. No regresará antes de apoderarse de los caballos del enemigo y derribar grandes tiendas. Después de que nosotros (los soldados sasánidas) lo alcanzáramos, el primero de nuestros campeones, que es igual a 1.000 soldados, fue asesinado por él (Tulayha). Luego el segundo hombre, igual que el primer hombre. Luego me pongo al día con él y designo una reserva para que ocupe mi puesto, ya que estaba listo para enfrentar la muerte para vengar a mis compañeros (los asesinados por Tulayha). Pero ahora soy un prisionero."

Otro registro del notablemente dudoso relato de Ya'qubi afirma que Tulayha estaba entre los que encontraron el cadáver de Rostam Farrokhzād[Notas 2]
Más tarde luchó su última batalla en la Batalla de Nahāvand junto a los ejércitos musulmanes y en ella murió como shahid.

## Muerte
Tulayha fue muerto en la última batalla en Nahavand. Sin embargo, su actuación fue fundamental en la victoria de los musulmanes en esta batalla. De hecho, la estratagema utilizada por los musulmanes para engañar a los persas y emboscarles fue creada por el mismo Tulayha.

## Evaluación
Cuando Saad bin Abi Waqqaas pidió al califa Umar que le enviara refuerzos, Umar le respondió: "Te he enviado 2.000 hombres: Amru Bin Ma'adi Yakrib y Tulayhah Asadi. Cada uno de ellos cuenta como mil." Jabir bin Abdullah encontró alabanzas sobre Tulayha entre los soldados que participaron en la batalla de al-Qadisiyah asegurando que no buscaba el beneficio material y que eran excepcionalmente piadosos y dignos de confianza, Tulayhah bin Khuwailid Al-Asadi, 'Amr bin Ma'di Karb (otro antiguo líder apóstata) y Qais bin Mashkuh (sobrino de 'Amr bin Ma'di' y segundo esposo de Asma' bin Nu'man)